# Frontera entre Cuba y Jamaica
La frontera entre Cuba y Jamaica es un límite internacional marítimo que discurre en el mar Caribe en el Atlántico norte, está definido por el acuerdo marítimo de 1994 entre ambos países insulares.
El acuerdo de 1994 fue firmado durante las administraciones del presidente del Consejo de Ministros de Cuba Fidel Castro y el primer ministro de Jamaica P. J. Patterson y avalado por la Organización de las Naciones Unidas.

## Descripción

### Acuerdo de Límite Marítimo Cuba-Jamaica de 1994
El acuerdo fue firmado en Kingston, Jamaica, el 18 de febrero de 1994. El texto del tratado establece un límite en las aguas sobre la fosa de las Caimán que tiene 175 millas náuticas de largo y es inusualmente complejo. El límite consta de 105 segmentos marítimos en línea recta definidos por 106 puntos de coordenadas individuales. La complejidad del límite fue el resultado de una adhesión relativamente estricta al principio de formar un límite en la línea equidistante precisa entre los dos territorios. El extremo occidental de la frontera es un trípode aún no confirmado con las Islas Caimán.
El acuerdo entró en vigencia el 18 de julio de 1995 luego de ser ratificado por ambos estados. El nombre completo del tratado es Acuerdo entre el Gobierno de Jamaica y el Gobierno de la República de Cuba sobre la delimitación de la frontera marítima entre los dos Estados.

## Biografía
Ewan W. Anderson (2003). International Boundaries: A Geopolitical Atlas (Routledge: New York, ISBN 1-57958-375-X) p. 217
Jonathan I. Charney, David A. Colson, Robert W. Smith (eds., 2005). International Maritime Boundaries 5 vols. (American Society of International Law; Hotei Publishing: Leiden) pp. 2205–2218.